# Lokaal Dinkelland
Lokaal Dinkelland is een lokale politieke partij in de gemeente Dinkelland.
Het grote twistpunt waar Lokaal Dinkelland door is ontstaan ontstond in 2001 voor de definitieve naam voor de nieuwe gemeente. Deze was ontstaan onder de werknaam Denekamp, tot groot ongenoegen van de Ootmarsumse raadsleden. Zij wilden dat de nieuwe gemeente Ootmarsum zou gaan heten, vanwege de naamsbekendheid die de stad in Nederland geniet. De breuklijn tussen Denekamp en Ootmarsum liep dwars door de fractie van het CDA, dat met 13 van de 21 zetels een ruime absolute meerderheid had behaald en zonder andere partijen het gemeentebestuur had gevormd. Uiteindelijk werd de naam Dinkelland - naar het riviertje de Dinkel - als compromis aangedragen, maar de Ootmarsummers bleven bij hun standpunt. Een meerderheid van de raadsleden, voornamelijk uit de voormalige gemeenten Denekamp en Weerselo, stemde uiteindelijk toch met de nieuwe naam in.
Hoewel de kwestie hiermee was afgedaan, bleef de sfeer binnen het CDA gespannen. Uiteindelijk barstte de bom alsnog eind 2003 over de nieuwbouw en de locatie van het gemeentehuis. Vijf van de dertien CDA-raadsleden, waaronder de vier raadsleden uit Denekamp en een uit Groot Agelo, namen een afwijkend standpunt in en besloten uiteindelijk de fractie te verlaten. Begin 2004 vormden zij een nieuwe partij onder de naam Nieuw Dinkelland. Deze heeft aansluiting gezocht bij de drie bestaande lokale partijen, die in 2006 gezamenlijk aan de gemeenteraadsverkiezingen deelnamen onder de naam Lokaal Dinkelland. Binnen het CDA-gemeentebestuur bleven de gemoederen bedaard, hoewel de Denekampse wethouder Johannink in 2006 aankondigde het CDA te verlaten en zich aan te sluiten bij Lokaal Dinkelland
Bij de verkiezingen van 2010 werd de partij met 12 zetels de grootste in de gemeenteraad en kreeg de absolute meerderheid. Toch werd er een coalitie aangegaan met de VVD. Lokaal Dinkelland levert drie van de vier wethouders, te weten Alfons Steggink, Annette Zwiep en Loes Stokkelaar.